# Taglio della vita

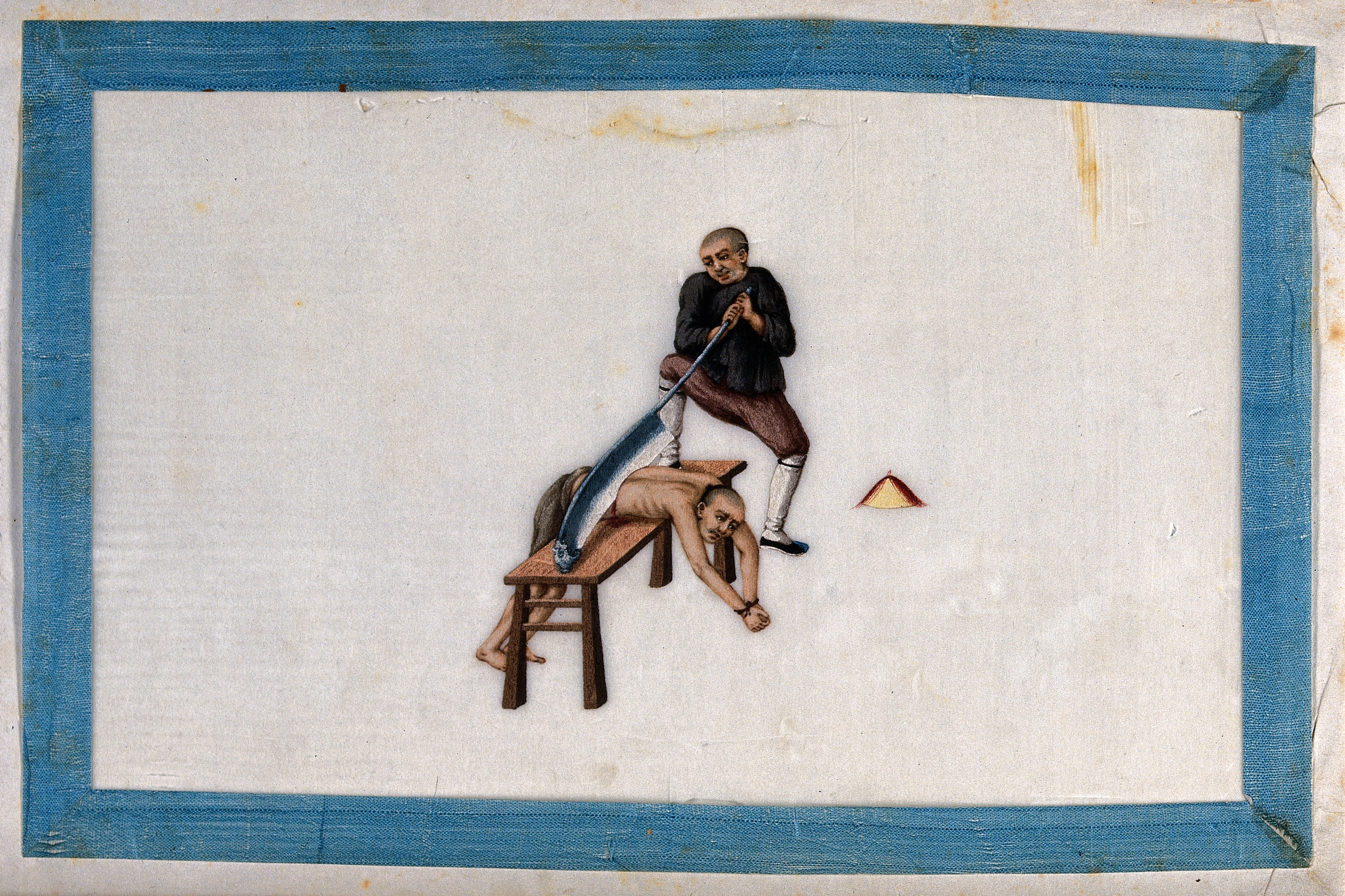
Taglio della vita: l'esecuzione avviene su una panca di legno ed è compiuta con un'enorme taglierina

Il taglio della vita (in cinese: 腰斬T, 腰斩S, yāo zhǎnP) era un metodo di esecuzione delle condanne a morte praticato nell'antica Cina. Come si può evincere dal nome, tale pratica prevedeva che il condannato fosse tagliato in due all'altezza della vita da parte del boia.

## Storia
La prima testimonianza dell'utilizzo di questo tipo di esecuzione risalgono alla dinastia Zhou, durante il cui regno, ossia fra il XII e il III secolo a.C., erano utilizzati tre metodi per portare a termine una condanna a morte: il chelie (車裂; squartamento del prigioniero vivo), lo zhan (斬; taglio della vita) e lo sha (殺; decapitazione). Talvolta la pena non si limitava ad un solo decisivo taglio; nel 1374, ad esempio, Gao Qi, un poeta della dinastia Ming, fu condannato dall'imperatore Hongwu ad essere tagliato in otto parti a causa dei suoi scritti satirici a tema politico che lo fecero accusare di cospirazione a fini di ribellione.
Un episodio non riportato nelle cronache ufficiali racconta che nel 1734, Yu Hongtu (俞鴻圖), amministratore per l'istruzione della provincia dell'Henan, fu condannato a subire il taglio della vita. Dopo essere stato tagliato in due, il condannato rimase però in vita ancora il tempo di scrivere il carattere cinese cǎn (慘; "terribile/miserabile") con il suo sangue per ben sette volte prima di morire. Si racconta quindi che, dopo aver sentito quanto accaduto, l'imperatore Yongzheng, della dinastia Qing, abbia deciso di abolire questa forma di esecuzione.
Nel cinese moderno l'espressione "yāo zhǎn" è utilizzata come metafora in occasione della cancellazione anticipata di programmi televisivi o di eventi in generale.